# Лебеда (река)
Лебеда (бел. Лебяда) — река в Щучинском и Лидском районах Беларуси, правый приток Немана. Длина реки — 67 км, площадь её водосбора — 791 км². Среднегодовой расход воды в устье — 5 м³/с. Средний уклон водной поверхности — 0,7 ‰.

## Физико-географические характеристики
Исток реки находится у деревни Колечицы (Щучинский район) в 10 км к северо-западу от города Щучин. Река от истока течёт на северо-восток, в районе впадения слева притока Большая Лебёдка поворачивает на юго-восток, а затем на юг. Несколько раз перетекает из Щучинского в Лидский район и обратно. До впадения Большой Лебёдки именуется Лебёдкой.
Долина трапециевидная, в низовье местами невыразительная. Пойма низкая, двухсторонняя, большей частью заболоченная; ширина её 500—700 м. Русло извилистое, ширина в межень до устья Великой Лебедки 8-12 м, ниже 15-25 м. Берега крутые и обрывистые. В течение 20,4 км русла канализировано: от д. Русанавцы до д. Зброжки (7,9 км) и от агрогородка Василишки до деревни Малое Можейково (12,5 км). В пойме мелиоративные каналы.
Притоки — Жужма, Шкордянка, Большая Лебёдка, Вавюрка, Голдовлянка (левые); Костенёвка, Желудянка (правые).
Долина реки плотно заселена. Крупнейший населённый пункт на реке — агрогородок Василишки, стоящий при впадении Шкордянки в Лебеду. Помимо него река протекает деревни и сёла Русановцы, Зброжки, Алешковцы, Артюши, Мурованка, Скрибовцы, Ошмянцы, Бранцы, Дуброво 1-е, Дуброво, Минотовичи, Яселевичи (Щучинский район); Ровбы, Гостиловцы, Малое Можейково, Ходоровцы, Огородники (Лидский район).
Лебеда впадает в Неман ниже деревни Яселевичи.